# Dixon Entrance
Der Dixon Entrance ist eine Meerenge mit den Ausmaßen 50 auf 80 Kilometer im Pazifik an der Grenze zwischen den Vereinigten Staaten von Amerika (Alaska) und Kanada (British Columbia).
Ihre nördliche Begrenzung sind die Inseln Dall Island und Prince of Wales Island sowie die Clarence Strait im Alexanderarchipel (jeweils USA). Im Süden wird die Meerenge von Haida Gwaii und der Hecate Strait (jeweils Kanada) begrenzt. Durch sie verläuft die Inside Passage.
Der Verlauf der Grenze durch die Meerenge ist Bestandteil eines Gebietsdisputes zwischen Kanada und den Vereinigten Staaten von Amerika. Die Grenze der exklusiven Wirtschaftszone verläuft nach Auffassung der USA etwa in der Mitte der Meerenge, während Kanada die gesamte Meerenge für sich beansprucht.
Der Dixon Entrance wurde nach dem Seefahrer George Dixon benannt, der das Gebiet im Jahr 1787 vermaß. Sie heißt in der Sprache des in dieser Region beheimateten Volkes der Haida Seegaay.

## Siehe auch

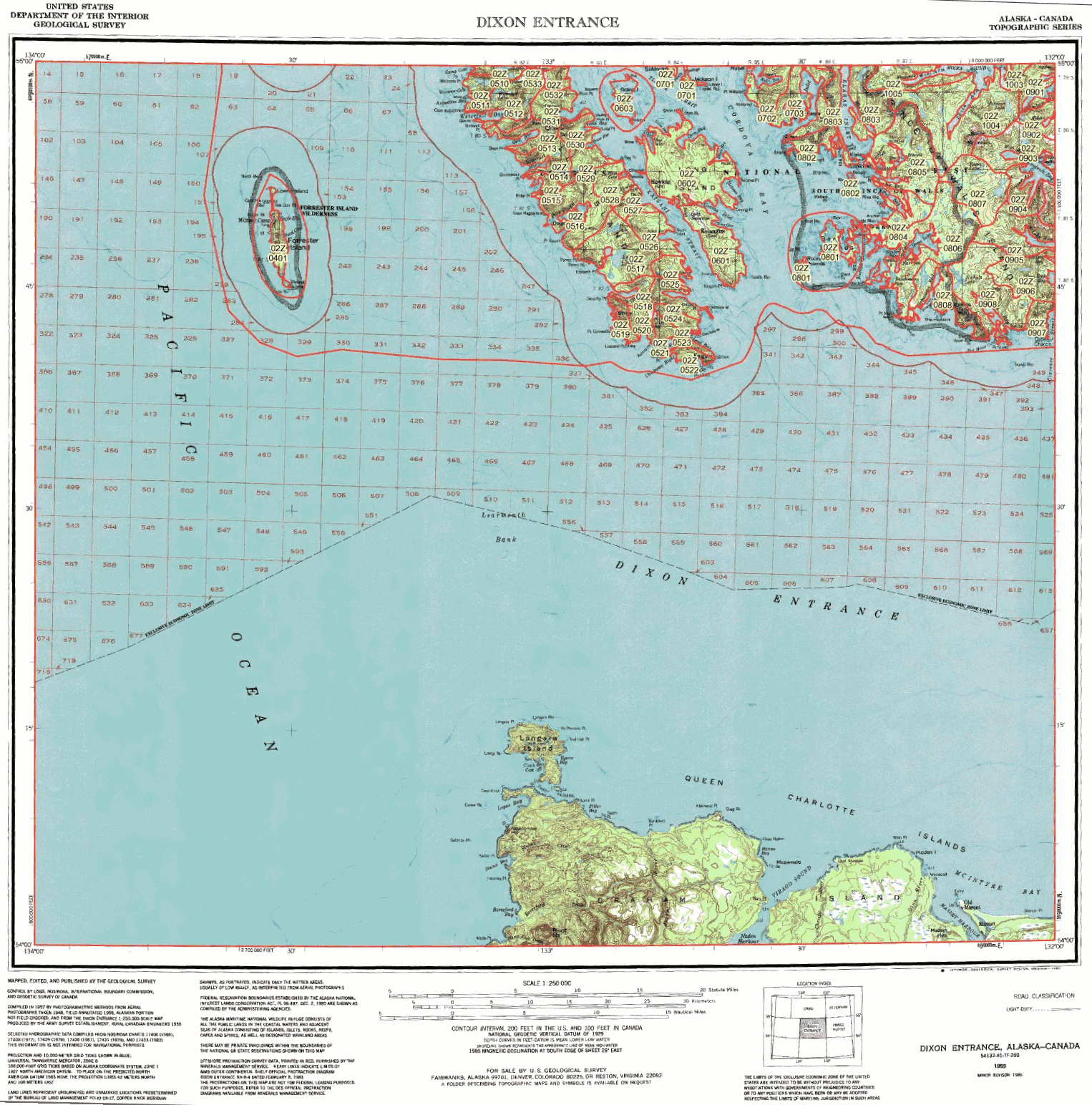
Detailkarte des Dixon Entrance